# Gante-Wevelgem 2014
La 76ª edición de la Gante-Wevelgem se disputó el 30 de marzo de 2014, sobre un trazado de 233 km.
La carrera perteneció al UCI WorldTour 2014. 
El ganador final fue John Degenkolb quien se impuso al sprint a Arnaud Démare y Peter Sagan, respectivamente.

## Equipos participantes
Participaron 25 equipos: los 18 de categoría UCI ProTeam (al tener obligada su participación); más 7 de categoría Profesional Continental mediante invitación de la organización (Androni Giocattoli, Cofidis, Solutions Crédits, IAM Cycling, MTN Qhubeka, NetApp-Endura, Topsport Vlaanderen-Baloise y Wanty-Groupe Gobert).
| Equipo                  | Cód. UCI |
| ----------------------- | -------- |
| Lampre-Merida           | LAM      |
| Omega Pharma-Quick Step | OPQ      |
| Movistar Team           | MOV      |
| Team Katusha            | KAT      |
| Team Sky                | SKY      |
| Ag2r La Mondiale        | ALM      |
| BMC Racing Team         | BMC      |
| Tinkoff-Saxo            | TCS      |
| Trek Factory Racing     | TFR      |
| Orica GreenEDGE         | OGE      |
| Belkin-Pro Cycling Team | BEL      |
| Garmin Sharp            | GRS      |
| Giant-Shimano           | GIA      |
| Cannondale              | CAN      |
| Astana Pro Team         | AST      |
| FDJ.fr                  | FDJ      |
| Lotto Belisol           | LTB      |
| Team Europcar           | EUC      |

| Equipo                       | Cód. UCI |
| ---------------------------- | -------- |
| Androni Giocattoli-Venezuela | AND      |
| Cofidis, Solutions Crédits   | COF      |
| IAM Cycling                  | IAM      |
| Topsport Vlaanderen-Baloise  | TSV      |
| Team NetApp-Endura           | TNE      |
| Wanty-Groupe Gobert          | WGG      |
| MTN Qhubeka                  | MTN      |

## Clasificación final

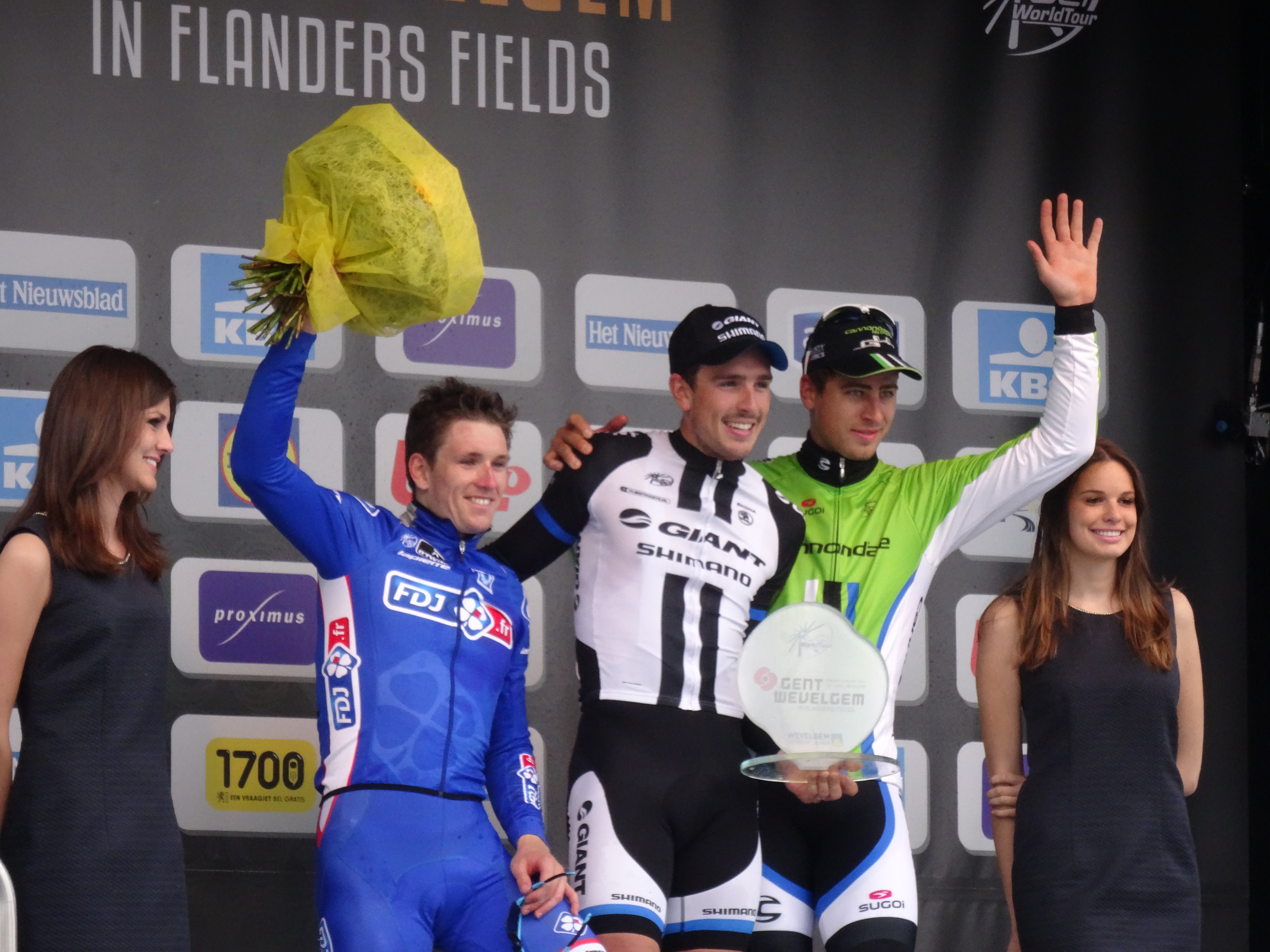
Arnaud Démare, John Degenkolb & Peter Sagan.

| \| Posición \| Ciclista \| Equipo \| Tiempo \| Puntos UCI[2] \| \| -------- \| ------------------ \| --------------------------- \| ----------------- \| ------------- \| \| 1. \| John Degenkolb \| Giant-Shimano \| 5 h 34 min 37 seg \| 80 \| \| 2. \| Arnaud Démare \| FDJ.fr \| m.t. \| 60 \| \| 3. \| Peter Sagan \| Cannondale \| m.t. \| 50 \| \| 4. \| Sep Vanmarcke \| Belkin \| m.t. \| 40 \| \| 5. \| Tom Boonen \| Omega Pharma-Quick Step \| m.t. \| 30 \| \| 6. \| Tom Van Asbroeck \| Topsport Vlaanderen-Baloise \| m.t. \| - \| \| 7. \| Alexey Tsatevitch \| Katusha \| m.t. \| 14 \| \| 8. \| Yauheni Hutarovich \| Ag2r La Mondiale \| m.t. \| 10 \| \| 9. \| Thor Hushovd \| BMC Racing \| m.t. \| 6 \| \| 10. \| Jürgen Roelandts \| Lotto Belisol \| m.t. \| 2 \| |                    |                             |                   |            |
| Posición | Ciclista           | Equipo                      | Tiempo            | Puntos UCI |
| 1. | John Degenkolb     | Giant-Shimano               | 5 h 34 min 37 seg | 80         |
| 2. | Arnaud Démare      | FDJ.fr                      | m.t.              | 60         |
| 3. | Peter Sagan        | Cannondale                  | m.t.              | 50         |
| 4. | Sep Vanmarcke      | Belkin                      | m.t.              | 40         |
| 5. | Tom Boonen         | Omega Pharma-Quick Step     | m.t.              | 30         |
| 6. | Tom Van Asbroeck   | Topsport Vlaanderen-Baloise | m.t.              | -          |
| 7. | Alexey Tsatevitch  | Katusha                     | m.t.              | 14         |
| 8. | Yauheni Hutarovich | Ag2r La Mondiale            | m.t.              | 10         |
| 9. | Thor Hushovd       | BMC Racing                  | m.t.              | 6          |
| 10. | Jürgen Roelandts   | Lotto Belisol               | m.t.              | 2          |